# 二丙酸勃雄二醇
二丙酸勃雄二醇（商品名有：Anabiol、Storinal，开发代号：SC-7525）或称为19-去甲-4-雄烯二醇-3β,17β-二丙酸酯（19-nor-4-androstenediol 3β,17β-dipropionate），分子式C24H36O4，是勃雄二醇的3β,17β两个位置羟基的丙酸酯。